# Ridderorden in Lippe-Detmold
Het Duitse vorstendom Lippe werd in 1815 een van de staten van de Duitse Bond. In 1919 werd het, als republiek en "vrijstaat", een van de deelstaten van het Duitse Rijk. Onder de nazi-heerschappij verloor Lippe haar positie als deelstaat met een eigen bestuur. De Britse bezettingsmacht bevestigde deze toestand door Lippe in 1945 deel van Noordrijn-Westfalen te maken.

## Ridderorden van Lippe
- Erekruis van het gehele Vorstelijke Huis van Lippe 1869 (Duits: "Ehrenkreuz des Fürstlich Lippischen Gesamthauses") (tot 1890 samen met Schaumburg-Lippe)

- Leopold-Orde 1910 (Duits: "Leopold Orden")

- Bertha-Orde 1898 (Duits: "Bertha Orden")

- Orde van de Roos van Lippe 1898 (Duits: "Lippische Rose, Orden für Wissenschaft und Kunst")

In november 1918 werd de laatste regerende vorst van Lippe tot aftreden gedwongen en de daarna uitgeroepen vrijstaat Lippe heeft geen eigen Orde ingesteld.

## Literatuur

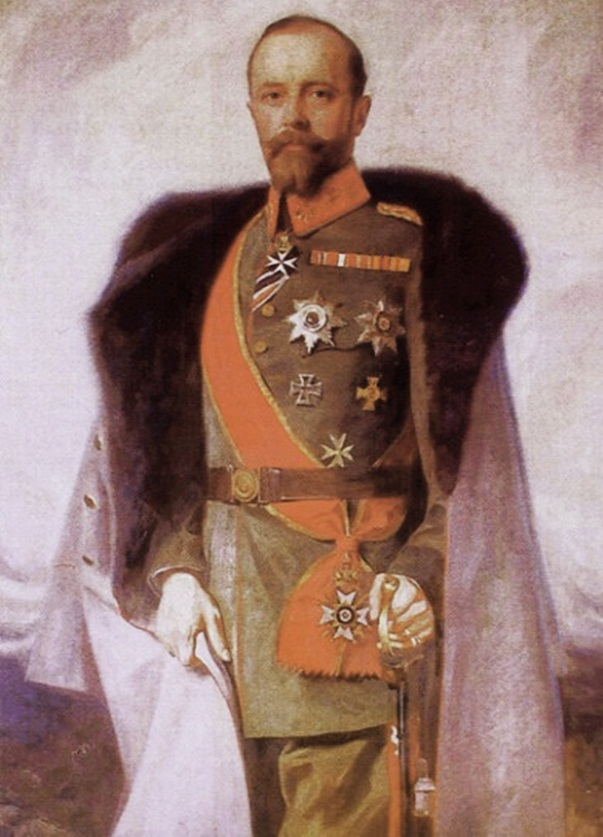
Leopold IV van Lippe-Detmold met het grootlint van zijn erekruis.